# لیبور کوژاک
لیبور کوژاک (انگلیسی: Libor Kozák؛ زادهٔ ۳۰ مهٔ ۱۹۸۹) بازیکن فوتبال اهل جمهوری چک است.
از باشگاه‌هایی که در آن بازی کرده‌است می‌توان به باشگاه فوتبال استون ویلا، باشگاه فوتبال برشا، باشگاه فوتبال لاتزیو، باشگاه فوتبال باری، و باشگاه فوتبال لیورنو اشاره کرد.
وی همچنین در تیم‌های ملی فوتبال Czech Republic U19 و زیر ۲۱ سال جمهوری چک و جمهوری چک بازی کرده‌است.